# Березань (остров)
Береза́нь (укр. Березань) — остров в Чёрном море, в 8 километрах от города Очакова и в 4 километрах от курортного посёлка Рыбаковка.
Наряду с островом Змеиный является одним из немногих островов Чёрного моря, сложенных коренными породами, а не образованных аккумулятивной деятельностью вод. Административно входит в Николаевский район Николаевской области. В длину около километра, в ширину около полукилометра, высота северной части три — 6 метров, южной — 21 метр. 
Через Березань проходил исторический Варяжский путь. Остров является составной частью историко-археологического заповедника Национальной академии наук Украины «Ольвия». Остров необитаем. В летний период здесь работают археологические экспедиции ИА НАНУ и Государственного Эрмитажа. Археологический памятник регулярно разрушается в результате несанкционированных раскопок.

## Березанское поселение
Березанское поселение — уникальный археологический памятник. Это единственное сохранившееся на территории Северного Причерноморья поселение, относящееся к раннему периоду греческой колонизации. Современное ему Таганрогское поселение, расположенное в районе современного Таганрога, полностью разрушено морем.

## География
Березань — остров в Чёрном море, расположенный в двух километрах от его берега и Березанского лимана, и за семь километров от устья Днепро-Бугского лимана. Остров является уникальным природно-географическим объектом, поскольку вместе со Змеиным относится к двум единственным настоящим материковым островам, расположенным во всей северной части Азово-Черноморского бассейна; в основе острова лежит массивная известняковая плита. Поверхность Березани имеет заметный наклон на север. В южной части острова высота берега достигает 21 метра над уровнем моря.

## Название
Византийцы называли его островом Святого Эферия (Эвферия) или Айферия. Во времена Крымской орды турки называли остров Озибек, а в средневековье остров носил названия Дольский.
Существует две версии современного происхождения названия острова. Согласно первой, древние греки, колонизировавшие этот край, называли современную Березань, которая была тогда ещё полуостровом, Борисфеном, от греческого имени реки Днепр. Тюрки, захватившие остров, назвали созвучным словом Бурю-узень-ада (тур. Börü Özen Ada) — «остров волчьей реки», возможно, потому что в долине соседней реки жили целые стаи волков. По другой версии, название острову дали скифы, оно происходит от иранского «березант», что означает «высокий». Позже славяне переосмыслили это название, связав с созвучным словом «берёза» (укр. береза). Остров дал название лиману и реке, впадающей в него.

## История
Остров Березань до сих пор сохраняет в себе остатки многочисленных и разновременных историко-археологических объектов: поселений, жилищ, храмов, оборонительных сооружений, цистерн, грунтовых могильников, кладбищ и курганов. На острове полностью отсутствуют источники пресной воды, пригодной для питья, поэтому любое заселение острова на протяжении более-менее длительного времени упиралось в вопрос доставки воды с материка или сбора осадков.
В сравнительно недавнем прошлом Березань по крайней мере дважды была полуостровом — в эпохи Античности и Средневековья.
К догреческому прошлому Березани относят кремнёвый нож и ряд могил, раскопанных на западном берегу острова в 1900—1901 годах. Самые древние документированные археологические находки на острове относятся к концу VII века до н. э. и связаны с греческим поселением Борисфен.
Следующий этап истории Березани связан с временами Киевской Руси. Известно, что русские дружины останавливались на Березани во время своих походов на Византию древним путём «из варяг в греки». На северном и восточном берегах острова обнаружен древнерусский культурный слой, представленный землянками и полуземлянками, заполненными остатками рыболовства и обломками керамики, а также железные топоры, стрелы и дротики, стеклянные браслеты, нательные кресты и остатки кузницы.
Здесь был найден скандинавский Березанский рунический камень профессором из Одессы Эрнстом фон Штерном.
Позже, на протяжении XIV—XV веков, когда всё Бугско-Днестровское междуречье входило в состав Литовского княжества, об острове имеются только отрывочные сведения, а уже на рубеже XV—XVI веков остров оказался под властью Крымского ханства, однако не был заселён. В то же время запорожские казаки знали об острове и использовали его для стоянки судов и отдыха во время многочисленных морских походов. Однако ни для казаков, ни для турок Березань не имел важного стратегического значения.
На конец XIX столетия остров каменист и необитаем, крутой, скалистый.

## Великая Отечественная война
В течение месяца продолжалась оборона островов Первомайский и Березань, прикрывавших вход в Днепро-Бугский лиман. Приказом Военного Совета Черноморского флота ВС Союза ССР от 15 сентября 1941 года, в связи с выходом войск противника к Перекопу, частям Тендровского боевого участка было приказано: «При отходе с островов Березань и Первомайский принять все меры к сохранению оружия, всю артиллерию отправить на Тендру. Отход произвести ночью, скрытно, организованно; всё остальное уничтожить».
Но в связи со сложившейся обстановкой в районе Перекопа эвакуацию войск и вооружения с островов Первомайский и Березань пришлось провести с 20 по 23 сентября 1941 года. Эвакуация гарнизона о. Березань, прикрывавший отвод войск с о. Первомайский, была проведена в последнюю очередь. Таким образом, «23 сентября закончилась операция войск ТБУ по эвакуации острова Березань. Гарнизон острова удалось вывезти полностью, зенитные орудия, боеприпасы, склады пришлось уничтожить». 25 сентября 1941 года остров Березань был занят войсками нацистской Германии и их союзников.

## Исторические сведения
- 7 ноября 1788 года казаки Черноморского войска (в другом источнике пешего Запорожского войска[18]) во главе с войсковым судьей[19] (в другом источнике подполковником[18]) Антоном Головатым на дубах, не отвечая на огонь турок, подплыли к острову, дали залп и штурмом завладели островом Березань, при помощи огня с канонерский лодок бригадира Рибаса, и заставили капитулировать гарнизон располагавшейся на нём турецкой крепости. Турки прекратили огонь и сдались, наши трофеи — 11 знамён и 21 орудие[18]. После переселения казаков на Кубань в 1792 году в память о своём участии в штурме они основали там станицу Березанскую.
- По версии многих исследователей, в том числе А. Золотухина, именно остров Березань А. С. Пушкин запечатлел в «Сказке о царе Салтане», назвав островом Буяном.
- 6 (19) марта 1906 года на острове были расстреляны[9] руководители восстания на крейсере «Очаков» лейтенант П. Шмидт, машинист А. Гладков, комендор Н. Антоненко и старший баталёр С. Частник.
- В 1968 году архитекторы Н. Галкина и В. Очаковский установили им памятник в южной части острова, который представляет собой 15-метровый железобетонный обелиск, состоящий из трёх стилизованных под паруса пилонов.
- В 2013 году археологи нашли на острове крест-энколпион, датируемый концом XI — началом XII веков, что даёт повод полагать о существовании здесь поселения, предположительно призванного охранять торговый путь «из варяг в греки»[20]

## Галерея

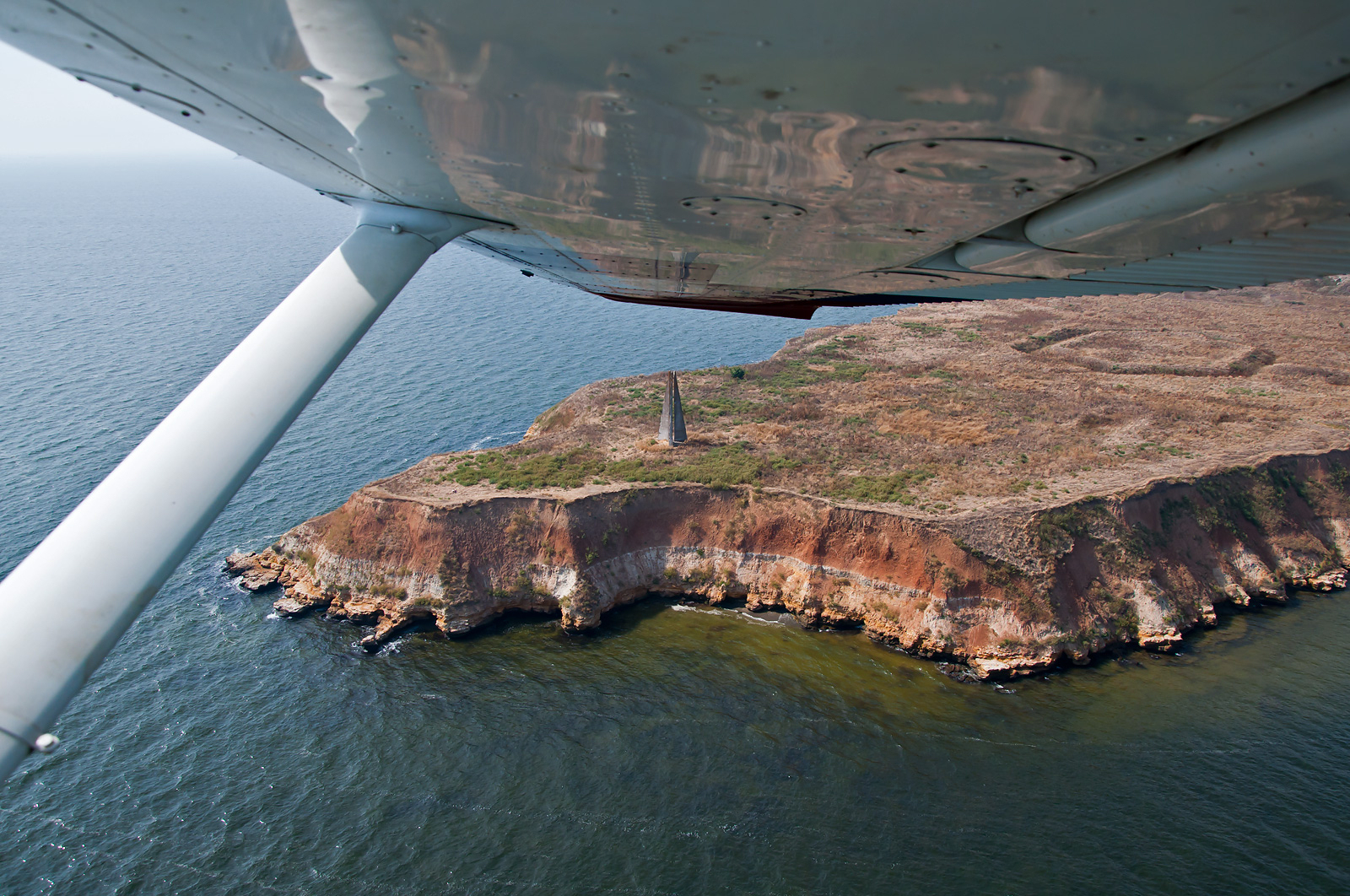
Остров Березань с воздуха
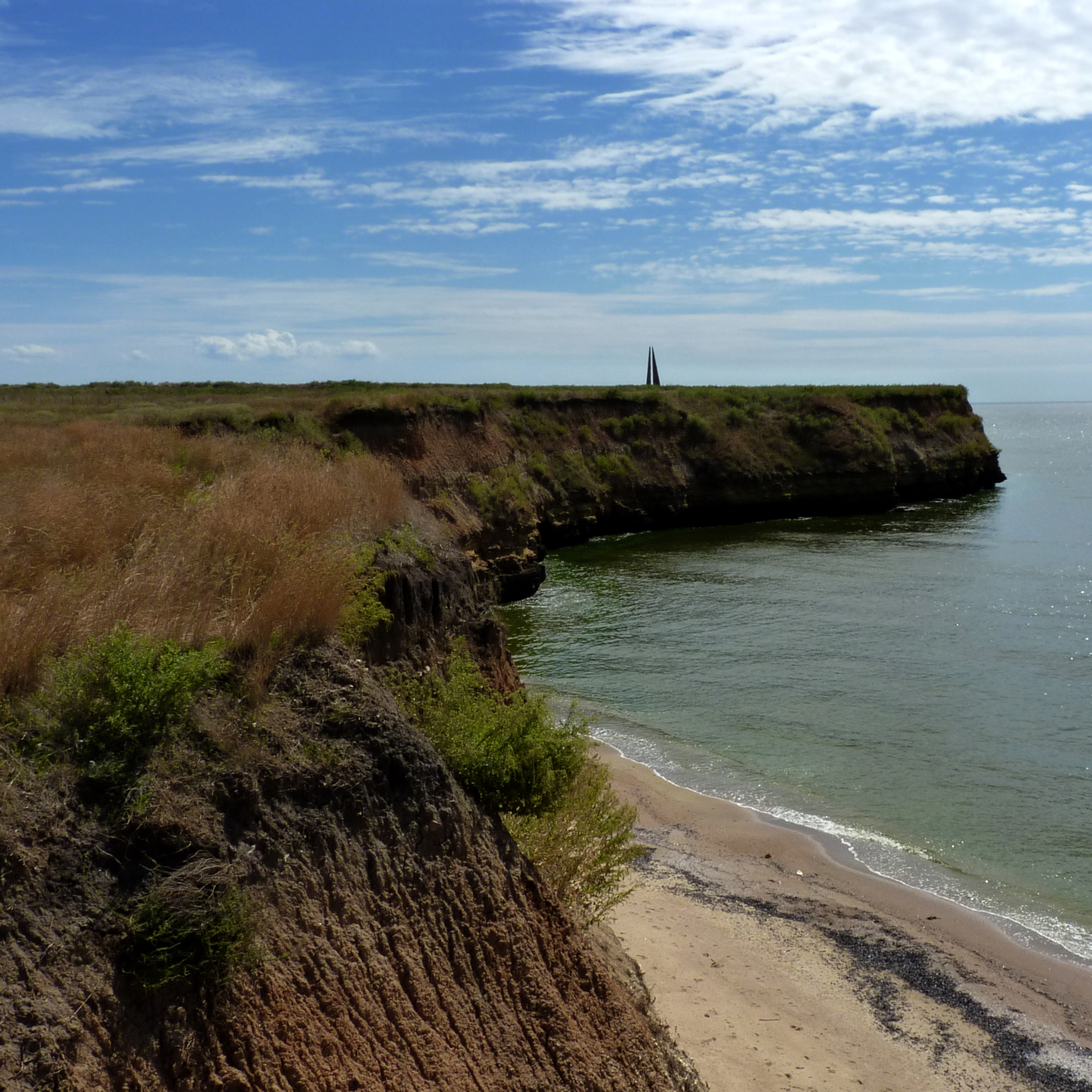
Вид в сторону обелиска Петру Шмидту
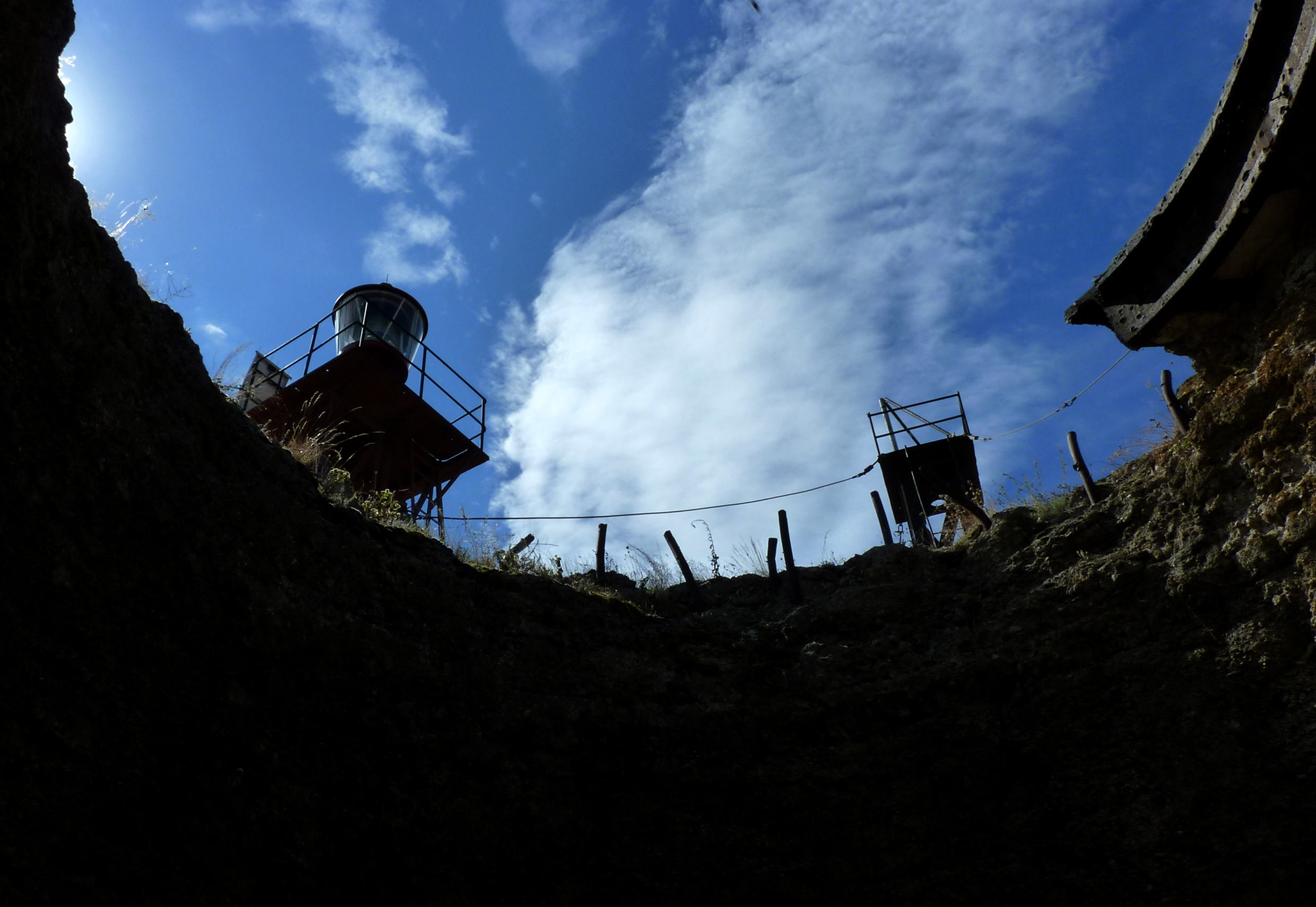
Вид со старого военного хранилища на старые маяки
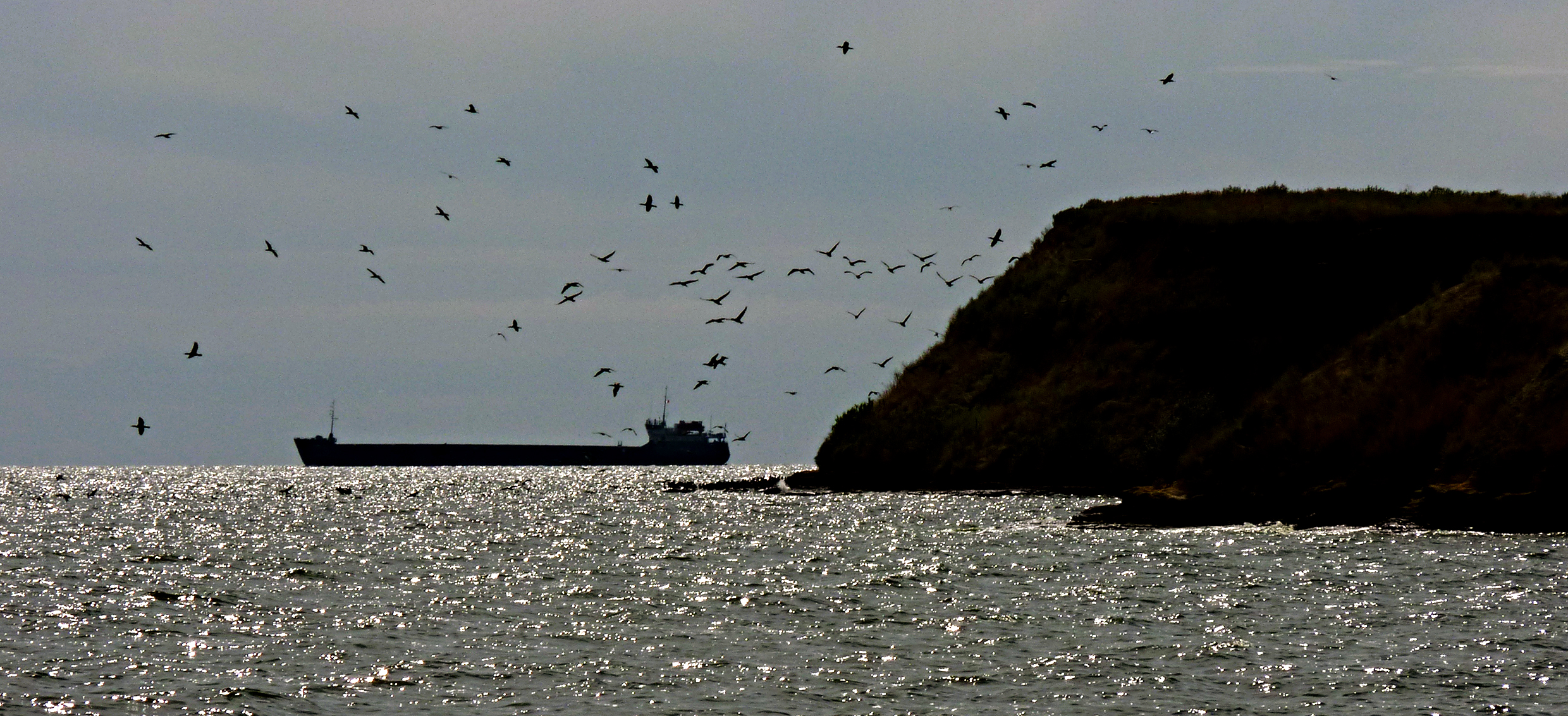
Судно рядом с островом